# Österreichische Gesellschaft für Umwelt und Technik
Die ÖGUT (Österreichische Gesellschaft für Umwelt und Technik), ist eine unabhängige Non-Profit-Organisation, die sich seit 40 Jahren für eine nachhaltige Ausrichtung von Wirtschaft und Gesellschaft einsetzt. Die Kernbereiche umfassen Energie, Innovatives Bauen, Partizipation, Sustainable Finance, Ressourcen und Konsum sowie Gender und Diversität. Ihre Aufgabenfelder reichen von der Strategieentwicklung, fachlichen Beratung, Forschung bis hin zur Moderation und Prozessbegleitung.

## Geschichte
Die ÖGUT wurde 1985 nach dem Konflikt um das Kraftwerk Hainburg und der Besetzung der Hainburger Au als unabhängige, überparteiliche Plattform für Umwelt, Wirtschaft und Verwaltung gegründet. Die ÖGUT ist ein gemeinnütziger Verein (NPO), seine Tätigkeit ist nicht auf Gewinn ausgerichtet. Er geht nach dem Prinzip der Überparteilichkeit vor. Ziel bei der Gründung war es, Beteiligte an umweltbezogenen Konflikten an einen Tisch zu bringen und neue Wege der Konfliktvermeidung und -bewältigung zu etablieren.

## Organisation
Die ÖGUT setzt sich seit ihrer Gründung für eine nachhaltige Ausrichtung von Wirtschaft und Gesellschaft im Dialog mit allen Betroffenen ein. Als Plattform für diese Entwicklung vernetzt die ÖGUT mehr als 130 Organisationen und Institutionen aus Wirtschaft (Unternehmen der Bereiche Abfallwirtschaft, Finanzdienstleistungen, Energiedienstleistungen etc., Interessenvertretungen wie WKO, Industriellenvereinigung), Verwaltung (BMK, BMDW, Land NÖ, Stadt Wien) und Umwelt bzw. Zivilgesellschaft (Ökobüro, Umweltdachverband).
Seit 1987 war René Alfons Haiden Präsident der ÖGUT. In der Generalversammlung am 22. Juni 2021 wurde Andrea Reithmayer, langjährige Vizerektorin für Finanzen der Universität für Bodenkultur Wien und seit 2020 Vorsitzende des Aufsichtsrats der ÖBB-Holding AG, zur neuen Präsidentin der ÖGUT gewählt.
Seit April 2014 ist Monika Auer Generalsekretärin der ÖGUT.

## Mission, Themen & Leistungen
Die ÖGUT hat sich zum Ziel gesetzt, die Gesprächskultur zwischen den gesellschaftlichen Interessensgruppen zu verbessern, Entscheidungsgrundlagen für die Umsetzung einer nachhaltigen Umwelt- und Klimapolitikpolitik aufzubereiten, Lösungen zu initiieren, die Umwelt und Wirtschaft nützen und damit Grundlagen für eine nachhaltige Zukunft schaffen. Die inhaltlichen Schwerpunkte der Arbeit liegt bei den Themen Energie, Gender & Diversity, Sustainable Finance, Innovatives Bauen, Partizipation und Ressourcen & Konsum.
Die ÖGUT zeichnet jährlich vorbildliche Projekte im Nachhaltigkeitsbereich von Gemeinden, Unternehmen, Zivilgesellschaft und Forschenden mit dem ÖGUT-Umweltpreis aus.
Die Aktivitäten und Angebote der ÖGUT sind:
„Prozesse und Netzwerke“
- Entwicklung und Begleitung von Strategien, Forschungs- und Aktionsprogrammen,
- Planung und Moderation von Beteiligungs-, Konfliktlösungs- und Stakeholderprozessen
- Aufbau und Begleitung von Netzwerken zu Nachhaltigkeitsthemen

„Wissen/Entscheidungsgrundlagen“
- nationale und internationale Forschungsprojekte
- Entwicklung von Bewertungs-Kriterien und Durchführung von Zertifizierungen (z. B. für nachhaltige Gebäude und Siedlungen, innovative Technologien, nachhaltige Finanzprodukte, Veranlagungsstrategien und -portfolios)
- Evaluierungen (z. B. von Förder- und Forschungsprogrammen)
- Weiterbildungen im Bereich Sustainable Finance

„Beratung und Begleitung“
- von Gebäudeeigentümern und -verwaltungen zur Steigerung der Energieeffizienz und dem Einsatz erneuerbarer Energieträger,
- von Unternehmen (z. B. zur Umsetzung von Gender- und Diversitätsmaßnahmen,…)
- von öffentlichen Körperschaften, Unternehmen und Interessensorganisationen, die Beteiligungsprozesse initiieren

Kommunikation
- Veranstaltungen (Themen- und Vernetzungsworkshops, Symposien, Stakeholderdialoge, Exkursionen etc.),
- Informationsplattformen,
- Publikationen (Leitfäden, Handbücher) und Infomaterialien (Broschüren, Folder)
- Vorträge, Artikel, Podcasts, Interviews, Newsletter …

Finanziert wird ihre Tätigkeit zu einem kleinen Teil über die Beiträge von Mitgliedern und Förderern, den überwiegenden Anteil erwirtschaftet die ÖGUT im Rahmen von Aufträgen der öffentlichen Hand, Unternehmen bzw. deren Verbänden, Forschungsprogrammen (national und international), der IEA und anderen.